# Naruto Shippuden: Ultimate Ninja Storm Generations
Naruto Shippuden: Ultimate Ninja Storm Generations (jap. NARUTO－ナルト－疾風伝 ナルティメットストーム ジェネレーション Naruto Shippūden: Narutimetto sutōmu jenerēshon) – gra komputerowa z gatunku bijatyk wyprodukowana przez CyberConnect2 i wydana w 2012 roku przez Namco Bandai Games. Gra należy do serii Naruto: Ultimate Ninja, powstałej na podstawie serialu anime Naruto.

## Odbiór
W ciągu pierwszego tygodnia od wydania produkcji w Japonii sprzedano 65 758 jej egzemplarzy na konsolę PlayStation 3, w wyniku czego był to trzeci najlepiej sprzedający się tytuł na liście cotygodniowej sprzedaży. Do lipca 2012 roku na całym świecie sprzedano łącznie ponad milion egzemplarzy gry, z czego 420 tys. sztuk w Ameryce Północnej, 420 tys. sztuk w Europie i 160 tys. sztuk w Azji. 
Recenzje gry wahały się od pozytywnych do średnich. Gra ma w Metacritic osiągnęła wynik 74 na 100 dla obu wersji konsolowych. Recenzenci japońskiego magazynu „Famitsu” przyznali grze 36 spośród 40 możliwych punktów. Richard George z portalu IGN pochwalił rozwój serii Ultimate Ninja Storm, zwracając uwagę na dopracowaną fabułę i usprawnienia w mechanice gry. Szymon Liebert z Gry-Online uznał sposób prezentacji fabuły za chaotyczny, docenił natomiast wprowadzenie nowych trybów urozmaicających rozgrywkę.